# Vierstangenmechanisme

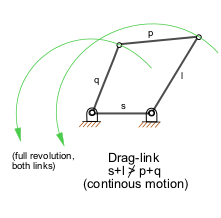
Vierstangenmechanisme

Een vierstangenmechanisme is in de kinematica een mechanisme dat is samengesteld uit drie bewegende stangen en een vaste stang, ook wel aarde genoemd, waaraan de andere drie zo zijn verbonden dat zij kunnen bewegen.

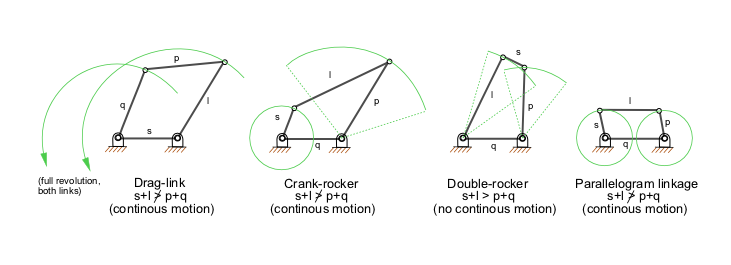
Voorbeelden met varierende stanglengte

| |  |
| Voorbeeld van een constructie met een vierstangenmechanisme met twee overeenkomstige ophaalbruggen, links in gesloten stand, rechts in open stand ter illustratie van de beweging. De verticale pilaren ("vaste stang1") dragen een scharnierende bovenbouw ("stang2") met het contragewicht aan de linkerkant en verticale scharnierende stangen ("stang3") aan de rechterkant welke onderaan scharnierend zijn verbonden aan het brugdek ("stang4"). |  |